# Beuvrigny
Beuvrigny est une commune française, située dans le département de la Manche en région Normandie, peuplée de 130 habitants.

## Géographie
Limitrophe du département du Calvados, la commune est aux confins du Pays saint-lois et du Bocage virois. Son bourg est à 5 km à l'est de Tessy-sur-Vire, à 9 km au sud de Torigni-sur-Vire et à 23 km au nord-ouest de Vire.
Beuvrigny est dans le bassin de la Vire, presque exclusivement par son affluent le Tison qui draine les eaux du territoire par ses propres affluents dont le ruisseau du Pont Vibert qui fait fonction de limite à l'ouest. Un petit appendice au sud du territoire verse ses eaux à un autre court affluent de la Vire, et une petite partie au nord alimente la rivière de Jacre, autre affluent du fleuve côtier, par le ruisseau du Moulin.
Le point culminant (216 / 218 m) se situe en limite sud-est, en bordure de l'autoroute A84, près du lieu-dit la Hervière. Le point le plus bas (58 / 60 m) correspond à la sortie du Tison — un affluent de la Vire — du territoire, à l'ouest. La commune est bocagère.
| Domjean                                 | Domjean, Saint-Louet-sur-Vire           | Torigny-les-Villes (comm. dél. de Guilberville) |
| Fourneaux                               | Beuvrigny                               | Torigny-les-Villes (comm. dél. de Guilberville) |
| Tessy-Bocage (comm. dél. de Pont-Farcy) | Tessy-Bocage (comm. dél. de Pont-Farcy) | Torigny-les-Villes (comm. dél. de Guilberville) |

### Hydrographie
La commune est située dans le bassin Seine-Normandie. Elle est drainée par le fossé 01 de la Boulangère, le fossé 01 de la Picotière, le Tison et un autre petit cours d'eau,.

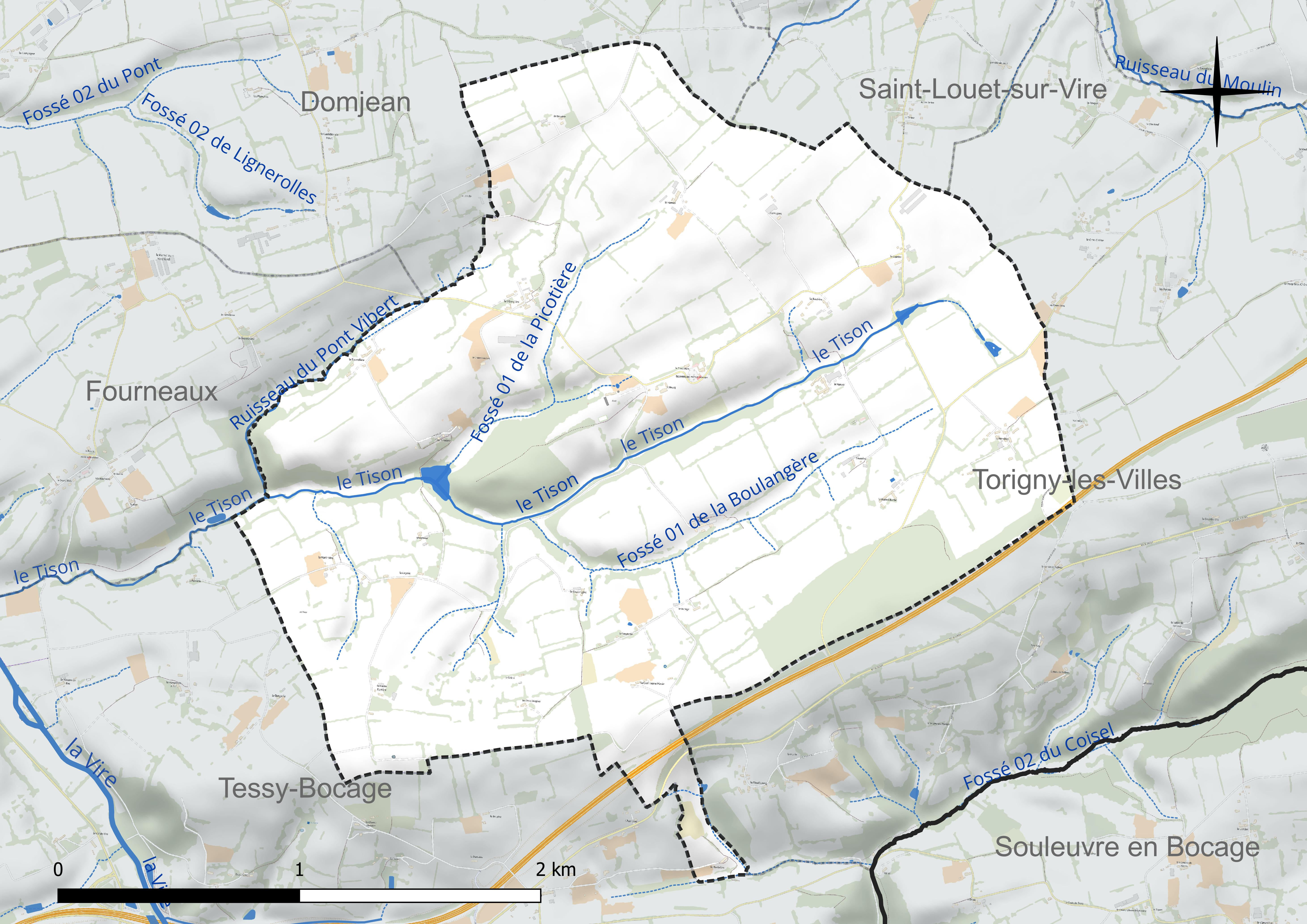
Réseau hydrographique de Beuvrigny.

### Climat
Pour des articles plus généraux, voir Climat de la Normandie et Climat de la Manche.
En 2010, le climat de la commune est de type climat océanique franc, selon une étude du CNRS s'appuyant sur une série de données couvrant la période 1971-2000. En 2020, Météo-France publie une typologie des climats de la France métropolitaine dans laquelle la commune est exposée à un climat océanique et est dans la région climatique Normandie (Cotentin, Orne), caractérisée par une pluviométrie relativement élevée (850 mm/a) et un été frais (15,5 °C) et venté. Parallèlement le GIEC normand, un groupe régional d'experts sur le climat, différencie quant à lui, dans une étude de 2020, trois grands types de climats pour la région Normandie, nuancés à une échelle plus fine par les facteurs géographiques locaux. La commune est, selon ce zonage, exposée à un « climat contrasté des collines », correspondant au Bocage normand, bien arrosé, voire très arrosé sur les reliefs les plus exposés au flux d'ouest, et frais en raison de l'altitude.
Pour la période 1971-2000, la température annuelle moyenne est de 10,4 °C, avec une amplitude thermique annuelle de 12,6 °C. Le cumul annuel moyen de précipitations est de 972 mm, avec 14,5 jours de précipitations en janvier et 8,9 jours en juillet. Pour la période 1991-2020, la température moyenne annuelle observée sur la station météorologique la plus proche, située sur la commune de Condé-sur-Vire à 10 km à vol d'oiseau, est de 11,3 °C et le cumul annuel moyen de précipitations est de 956,7 mm,. Pour l'avenir, les paramètres climatiques de la commune estimés pour 2050 selon différents scénarios d'émission de gaz à effet de serre sont consultables sur un site dédié publié par Météo-France en novembre 2022.

## Urbanisme

### Typologie
Au 1er janvier 2024, Beuvrigny est catégorisée commune rurale à habitat très dispersé, selon la nouvelle grille communale de densité à sept niveaux définie par l'Insee en 2022.
Elle est située hors unité urbaine. Par ailleurs la commune fait partie de l'aire d'attraction de Saint-Lô, dont elle est une commune de la couronne,. Cette aire, qui regroupe 63 communes, est catégorisée dans les aires de 50 000 à moins de 200 000 habitants,.

### Occupation des sols
L'occupation des sols de la commune, telle qu'elle ressort de la base de données européenne d'occupation biophysique des sols Corine Land Cover (CLC), est marquée par l'importance des territoires agricoles (89,5 % en 2018), une proportion identique à celle de 1990 (89,5 %). La répartition détaillée en 2018 est la suivante : prairies (49,1 %), terres arables (37,8 %) ; forêts (10,5 %) ; zones agricoles hétérogènes (2,6 %). L'évolution de l'occupation des sols de la commune et de ses infrastructures peut être observée sur les différentes représentations cartographiques du territoire : la carte de Cassini (XVIIIe siècle), la carte d'état-major (1820-1866) et les cartes ou photos aériennes de l'IGN pour la période actuelle (1950 à aujourd'hui).

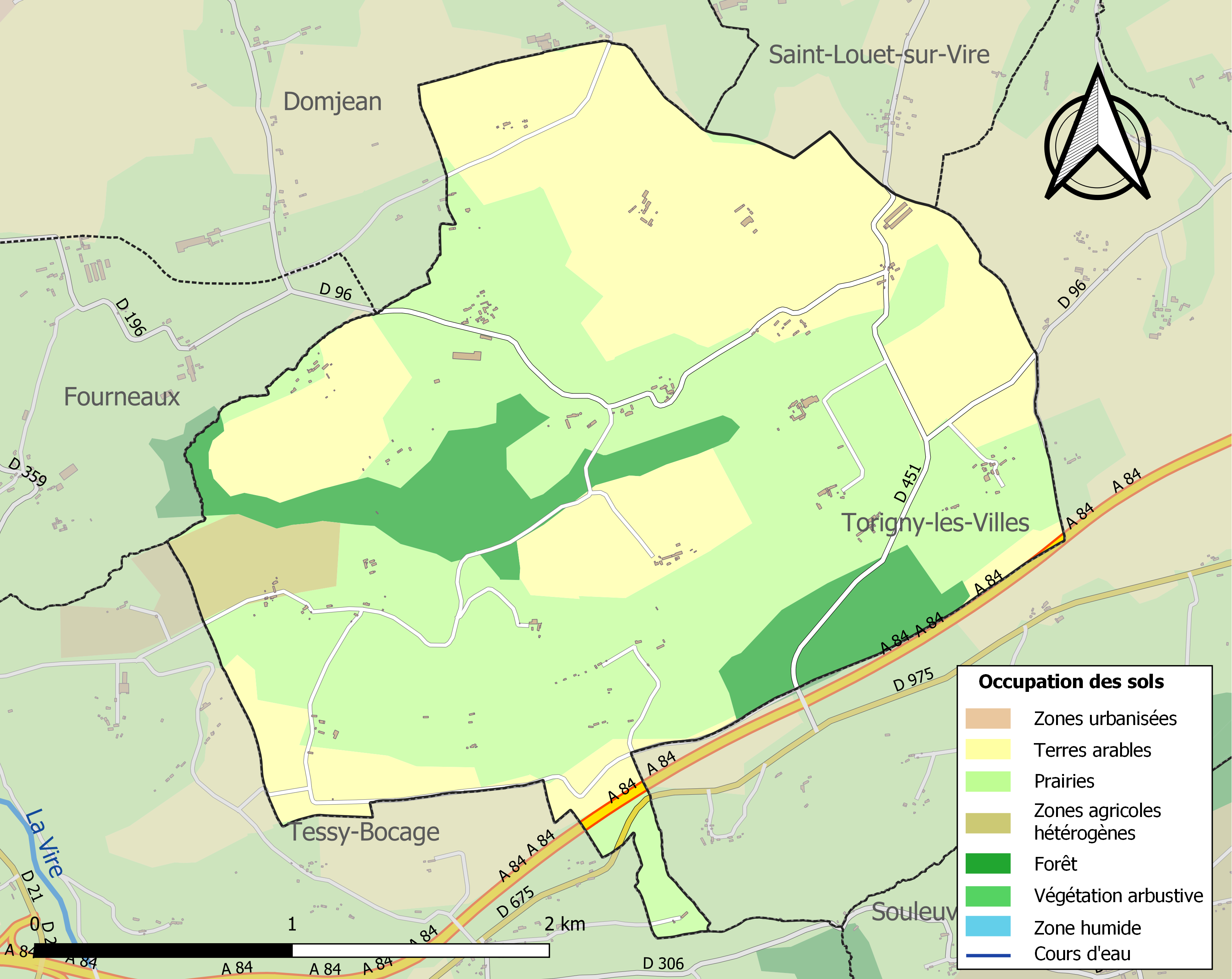
Carte des infrastructures et de l'occupation des sols de la commune en 2018 (CLC).

## Toponymie
Le nom de la localité est attesté sous les formes Breveineio et Bevrencii en 1159 et Bevregny en 1316.
Le toponyme semble issu d'un anthroponyme, roman (Brévinus) selon René Lepelley et François de Beaurepaire,, d'origine gauloise (Biberinius) selon Albert Dauzat, d'origine germanique (Berwin) selon Ernest Nègre.
Le gentilé est Beuvrignais.

## Histoire
À la Révolution, Pierre-Richard Boisramey, ardent révolutionnaire et adjoint au maire, se fit adjuger le presbytère de Beuvrigny contre une somme dérisoire, et fera effacer dans l'église les épitaphes « seigneur et patron » des tombes de La Gonnivière et des Saint-Quentin.
En 1829, Beuvrigny (261 habitants en 1821) absorbe La Chapelle-Heuzebrocq (148 habitants),.

## Politique et administration
| Période                                                                                      | Période   | Identité                                | Étiquette | Qualité              |
| -------------------------------------------------------------------------------------------- | --------- | --------------------------------------- | --------- | -------------------- |
| 1793                                                                                         | 1811      | Pierre Delaville                        |           |                      |
| 1811                                                                                         | 1829      | J.-B. Clair Briquet                     |           |                      |
| 1829                                                                                         | 1829      | Guillaume Godard                        |           |                      |
| 1829                                                                                         | 1837      | Jacques Delaville                       |           |                      |
| 1837                                                                                         | 1839      | Guillaume Aze                           |           |                      |
| 1839                                                                                         | 1844      | J.-J. Delafontaine                      |           |                      |
| 1844                                                                                         | 1854      | Antoine Corbel                          |           |                      |
| 1854                                                                                         | 1892      | Thomas Delaville                        |           |                      |
| 1892                                                                                         | 1906      | Pierre-Guillaume Letot                  |           |                      |
| 1906                                                                                         | 1919      | Eugène Letot                            |           |                      |
| 1919                                                                                         | 1922      | Alphonse Levavasseur                    |           |                      |
| 1923                                                                                         | 1931      | J. Le Chartier de Sedouy                |           |                      |
| 1931                                                                                         | 1940      | Yves Jacquet de Heurtaumont (1905-1982) |           |                      |
| 1940                                                                                         | mars 1965 | Maurice Maubant                         |           |                      |
| mars 1965                                                                                    | mars 1977 | Yves Jacquet de Heurtaumont             |           |                      |
| mars 1977                                                                                    | 1980      | C. Jacquet de Heurtaumont               |           |                      |
| 1980                                                                                         | juin 1995 | Pierre Lefèvre (1921-2012)              |           |                      |
| juin 1995                                                                                    | mars 2001 | Jacqueline Massier                      |           |                      |
| mars 2001                                                                                    | mai 2020  | Patricia Auvray-Levillain               | SE        | Secrétaire comptable |
| mai 2020                                                                                     | En cours  | Morgane Buisson                         | SE        | Coiffeuse            |
| Une partie des données est issue d'une liste établie par Jean Pouëssel et Martine Lerebourg. |           |                                         |           |                      |

Le conseil municipal est composé de onze membres dont le maire et deux adjoints.

## Démographie
L'évolution du nombre d'habitants est connue à travers les recensements de la population effectués dans la commune depuis 1793. Pour les communes de moins de 10 000 habitants, une enquête de recensement portant sur toute la population est réalisée tous les cinq ans, les populations de référence des années intermédiaires étant quant à elles estimées par interpolation ou extrapolation. Pour la commune, le premier recensement exhaustif entrant dans le cadre du nouveau dispositif a été réalisé en 2006.
En 2022, la commune comptait 130 habitants, en évolution de −5,8 % par rapport à 2016 (Manche : −0,31 %, France hors Mayotte : +2,11 %).
Beuvrigny a compté jusqu'à 384 habitants en 1851.
| 1793 | 1800 | 1806 | 1821 | 1831 | 1836 | 1841 | 1846 | 1851 |
| ---- | ---- | ---- | ---- | ---- | ---- | ---- | ---- | ---- |
| 218  | 211  | 258  | 261  | 354  | 368  | 358  | 360  | 384  |

| 1856 | 1861 | 1866 | 1872 | 1876 | 1881 | 1886 | 1891 | 1896 |
| ---- | ---- | ---- | ---- | ---- | ---- | ---- | ---- | ---- |
| 368  | 347  | 344  | 350  | 349  | 325  | 321  | 313  | 294  |

| 1901 | 1906 | 1911 | 1921 | 1926 | 1931 | 1936 | 1946 | 1954 |
| ---- | ---- | ---- | ---- | ---- | ---- | ---- | ---- | ---- |
| 273  | 264  | 267  | 255  | 251  | 258  | 267  | 242  | 236  |

| 1962 | 1968 | 1975 | 1982 | 1990 | 1999 | 2006 | 2011 | 2016 |
| ---- | ---- | ---- | ---- | ---- | ---- | ---- | ---- | ---- |
| 196  | 173  | 155  | 111  | 93   | 95   | 148  | 130  | 138  |

| 2021 | 2022 | - | - | - | - | - | - | - |
| ---- | ---- | - | - | - | - | - | - | - |
| 133  | 130  | - | - | - | - | - | - | - |

| 1793 | 1800 | 1806 | 1821 |
| ---- | ---- | ---- | ---- |
| 114  | 101  | 128  | 148  |

## Lieux et monuments

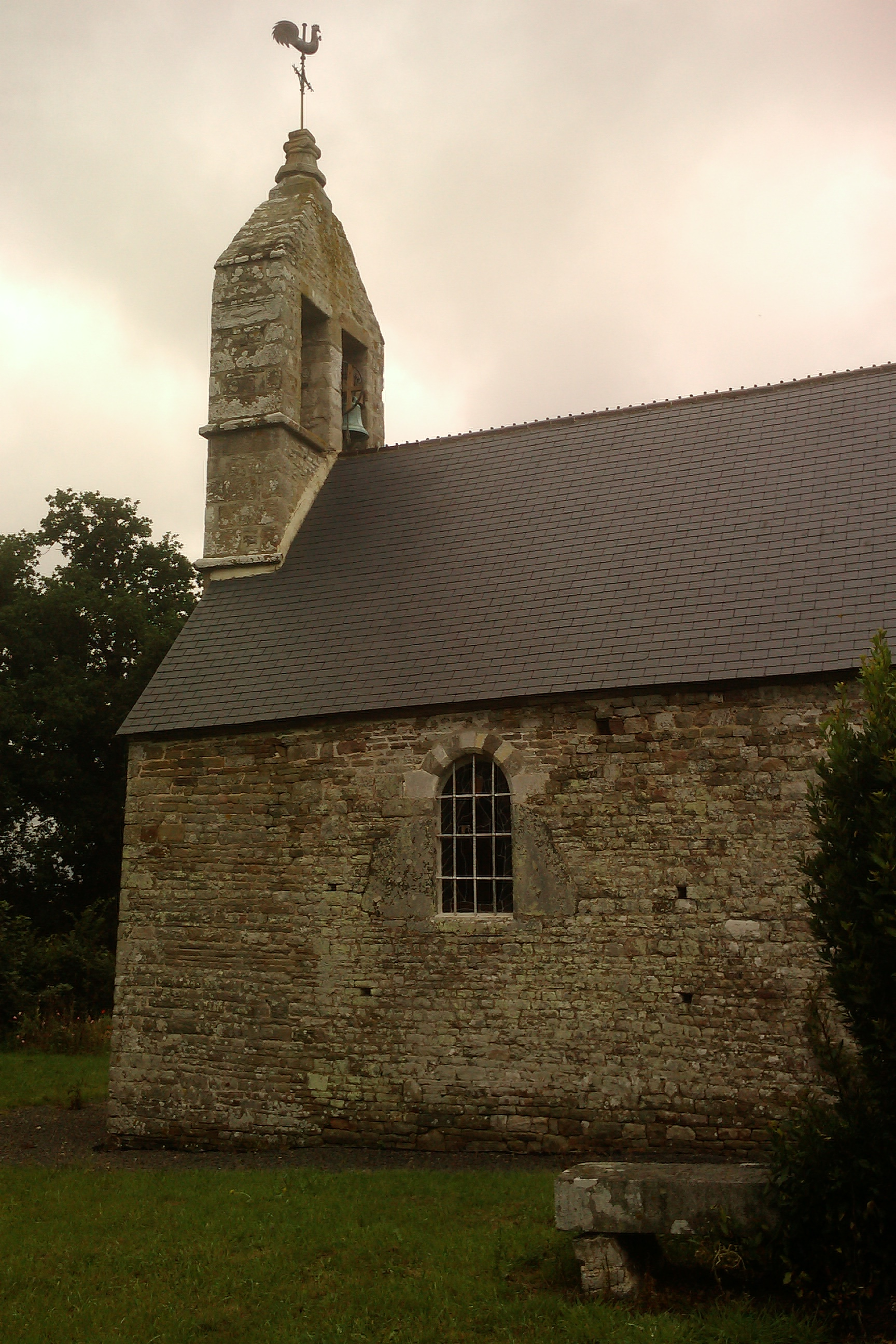
Le clocher-mur de la chapelle Heuzebrocq.

- Église Saint-Martin du XVIIe siècle avec tour en façade à toit en bâtière. L'église, qui était sous le patronage du seigneur du village, abrite une statue de saint Martin ou de saint Gerbold (XVe) classée au titre objet aux monuments historiques[35]. Sont également conservés une verrière (XXe), une épitaphe (XVIIe) de Jean de La Gonnivière, fondateur de la chapelle du Rosaire, une Vierge à l'Enfant[23] et un lutrin.
- Chapelle Heuzebrocq (XVIe – XVIIe siècles), d'origine romane, c'est l'ancienne église paroissiale de la commune de La Chapelle-Heuzebrocq, dont des fermes et sablières datées de 1536 sont classées au titre des monuments historiques depuis le 27 février 1959. Le reste de l'édifice est inscrit depuis le 28 août 2003[36]. Abandonnée, elle fut restaurée de 1980 à 2004[23]. Une statue de saint Laurent (XVe), une cloche dite Marguerite (1714) et un bas-relief aux apôtres (XIVe – XVe siècles) sont classés au titre objet[37]. On y invoque saint Loup et saint Laurent.

C'est Hugo Broc qui fit édifier en 1067 une chapelle qui prendra le nom de Heuzebrocq.
- Château de Beuvrigny des XVe – XVIIIe siècles et pigeonnier circulaire. Possession un temps de la famille de La Gonnivière, en 1811, il est acheté par Achille Le Chartier de la Varignère (1785-1869), général d'Empire, qui participa à toutes les campagnes : Austerlitz, Eylau, Iéna, Espagne et Russie, et qui finira sa carrière comme commandant du département de la Manche. En juillet 1944, le château servira comme hôpital militaire[23].
- Manoir de la Chapelle-Heuzebrocq des XVIe – XVIIe siècles.
- Stèle du général d'empire Le Chartier de la Varignière.
- Presbytère (XVIIe siècle).